# Charles-Paul Brossard de Corbigny
Charles-Paul Brossard de Corbigny (Orléans, 26 mars 1822 - Paris, 5 août 1900) est un explorateur et ingénieur hydrographe français.

## Biographie
Polytechnicien (1842), il devient officier de marine et sert aux Antilles et dans l'Atlantique sud. Sous Faidherbe au Sénégal, il se distingue dans l'expédition de Médine (1857) et fait d'importants relevés d'hydrographie et de cartographie sur le Sénégal et la Casamance. En 1860, il produit une carte précise de la Sénégambie. 
Il sert ensuite dans l'Océan Indien et se rend en 1862 de Tamatave à Tananarive avant d'accompagner en 1863 l'amiral Bonard à Hué. 
En 1875, il est chargé d'une mission en Annam où il se rend avec son frère, lieutenant de vaisseau et hydrographe de l'expédition, Jules-Marcel. L'escadre part ainsi de Saïgon le 4 avril 1875, atteint la rade de Tourane et remonte la rivière de Hué jusqu'à Hué où Tu-Duc reçoit les voyageurs (14 avril) et doit y ratifier le traité de semi-protectorat signé l'année précédente. Les Français reviennent ensuite à Tourane et par un croiseur retournent à Saïgon (24 avril). 
Commandant de la division navale du Pacifique de 1880 à 1882, il termine sa carrière au Service hydrographique de la Marine à Paris.

## Distinctions
- Chevalier (14 août 1852) puis Officier (28 avril 1858) et Commandeur (5 décembre 1876) de la Légion d'Honneur[1].

## Publications
- Un Voyage à Madagascar (janvier 1862), Revue maritime et coloniale, juillet-août 1862
- De Saïgon à Bangkok par l'intérieur de l'Indochine, Revue maritime et coloniale, 1872
- Huit jours d'amabassade à Hué, Le Tour du monde, 1878, p. 33-64 (avec Jules-Marcel Brossard de Corbigny)